# Hans-Jürgen Bäumler
Pour les articles homonymes, voir Bäumler.
Hans-Jürgen Bäumler (né le 28 janvier 1942 à Dachau en Bavière) est un patineur artistique allemand, devenu acteur, chanteur et animateur de télévision. Il est double médaillé d'argent aux jeux Olympiques et double champion du monde de patinage artistique en catégorie couple, avec sa partenaire Marika Kilius.

## Biographie

### Carrière sportive
Hans-Jürgen Bäumler a commencé le patinage en individuel. Il est monté quatre fois sur le podium national entre 1956 et 1959, et est devenu vice-champion d'Allemagne en 1957. Sur le plan international, il s'est contenté de places d'honneur. son meilleur classement est une 6e place lors des championnats d'Europe de 1957 à Vienne.
Dès 1957, et parallèlement à sa carrière individuelle, Hans-Jürgen Bäumler commence le patinage par couple avec Marika Kilius qui vient de quitter Franz Ningel. Ils travaillent ensemble sous la tutelle d'Erich Zeller. Entre 1958 et 1964, ils vont remporter quatre fois les championnats d'Allemagne (1958-1959-1963-1964), ce qui porte à sept le nombre de titres nationaux de Marika Kilius. Ils vont également devenir sextuples champions d'Europe et doubles champions du monde en 1963 à Cortina d'Ampezzo et 1964 à Dortmund. Ils obtiennent également deux médailles d'argent olympiques aux Jeux de 1960 à Squaw Valley et Jeux de 1964 à Innsbruck.

### Reconversion

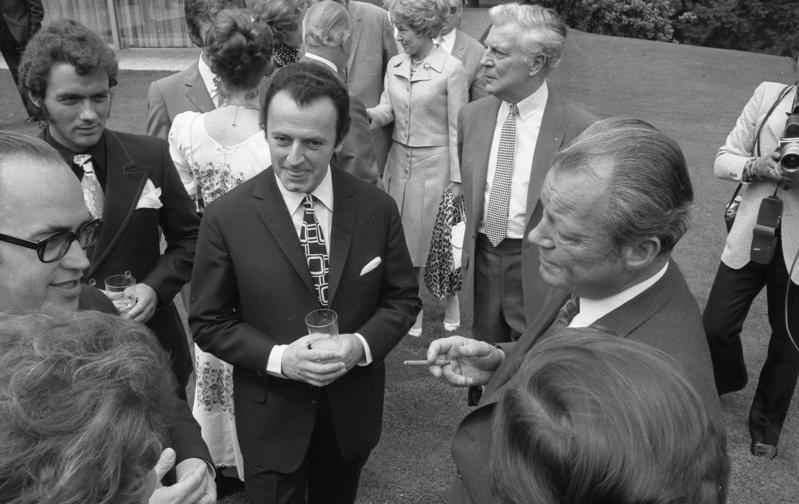
Hans-Jürgen Bäumler (en haut à gauche) avec le chancelier Willy Brandt en 1971

Le couple quitte le patinage amateur en 1964 après leur deuxième titre de champion du monde. Ils patinent ensuite professionnellement dans la Revue sur glace à Vienne puis dans les spectacles d'"Holiday on Ice".
Parallèlement, à partir de 1964, Hans-Jürgen Bäumler devient chanteur de Schlagers (version allemande de chansons pop). Dans le milieu des années 1960, il a enregistré quelques chansons avec Marika Kilius, mais aussi en solo. Il travaille aussi en tant qu'acteur dès 1964. Dans le milieu des années 1970, il a animé plusieurs jeux télévisés en Allemagne.
En 1966, il a été prouvé que le couple avait signé un contrat professionnel avant les Jeux olympiques de 1964, ce qui était formellement interdit à l'époque. On leur retire donc leur médaille d'argent. Le Comité international olympique retire les charges en 1987 et réhabilite le couple en leur restituant leur médaille et les résultats originaux.
En octobre 2006, il a participé avec son ancienne partenaire Marika Kilius au jury de la  RTL-Show Dancing on Ice.
Marié depuis 1974 à Marina, une enseignante, le couple a deux fils : Christophe et Bastian. Ils vivent aujourd'hui dans le sud de la France à Nice.

## Palmarès
| Compétitions en Individuel                                                                                           | 1955 | 1956 | 1957 | 1958 | 1959 | 1960 | 1961 | 1962 | 1963 | 1964 |  |  |  |  |
| Jeux olympiques d'hiver                                                                                              |      |      |      |      |      |      |      |      |      |      |  |  |  |  |
| Championnats du monde                                                                                                |      | 12e  |      | 14e  |      |      | CA   |      |      |      |  |  |  |  |
| Championnats d’Europe                                                                                                |      | 14e  | 6e   | 8e   |      |      |      |      |      |      |  |  |  |  |
| Championnats d'Allemagne de l'Ouest                                                                                  | 4e   | 3e   | 2e   | 3e   | 3e   |      |      |      |      |      |  |  |  |  |
| |      |      |      |      |      |      |      |      |      |      |  |  |  |  |
| Compétitions en Couple                                                                                               | 1955 | 1956 | 1957 | 1958 | 1959 | 1960 | 1961 | 1962 | 1963 | 1964 |  |  |  |  |
| Jeux olympiques d'hiver                                                                                              |      |      |      |      |      | 2e   |      |      |      | 2e   |  |  |  |  |
| Championnats du monde                                                                                                |      |      |      | 6e   | 2e   | 3e   | CA   | F    | 1re  | 1re  |  |  |  |  |
| Championnats d’Europe                                                                                                |      |      |      | 5e   | 1re  | 1re  | 1re  | 1re  | 1re  | 1re  |  |  |  |  |
| Championnats d'Allemagne de l'Ouest                                                                                  |      |      |      | 1re  | 1re  | 2e   | 2e   | 2e   | 1re  | 1re  |  |  |  |  |
| Légende : F = Forfait ; CA = Championnats du monde 1961 annulés à cause de la catastrophe aérienne du vol 548 Sabena |      |      |      |      |      |      |      |      |      |      |  |  |  |  |

## Chansons à succès
- 1964: Wenn die Cowboys träumen (avec Marika Kilius)
- 1964: Honeymoon in St. Tropez (avec Marika Kilius)
- 1964: Wunderschönes fremdes Mädchen
- 1964: Sorry little Baby
- 1964: Aber mein Herz ist allein
- 1964: Eine Träne unter tausend
- 1964: Viel zu groß ist meine Liebe
- 1965: Einmal gibt's ein Wiedersehn
- 1966: Der Tag an dem die Liebe kam

## Filmographie
- 1964: Marika, un super show (avec Marika Kilius)
- 1965: Die Liebesquelle
- 1965: Ruf der Wälder
- 1966: Happy End am Wolfgangsee
- 1966: Das sündige Dorf
- 1967: Le Grand Bonheur (Das große Glück) (avec Marika Kilius)
- 1967: Paradies der flotten Sünder
- 1969: Salto Mortale (série télévisée)
- 1970: Hurra, unsere Eltern sind nicht da
- 1971: Verliebte Ferien in Tirol
- 1971–1972: Salto Mortale (série télévisée)
- 1972: Die lustigen Vier von der Tankstelle
- 1973: Sonja schafft die Wirklichkeit ab oder… ein unheimlich starker Abgang
- 1974: Schwarzwaldfahrt aus Liebeskummer
- 1993: Almenrausch und Pulverschnee
- 2008: Kreuzfahrt ins Glück

## Documentaire télévisée
Le duel sportif, entre le couple allemand Marika Kilius/ Hans-Jürgen Bäumler et le couple soviétique Ludmila Belousova/ Oleg Protopopov, a fait l'objet d'un documentaire produit par Arte France & Ethan Productions. Le documentaire a été écrit et réalisé par Alexandra Gramatke et Marie Hemmleb en 2005 ; il est intégré à la collection Les grands duels du sport, collection dirigée par Serge Laget et Max Urbini.